# Episodi di The United States Steel Hour (ottava stagione)
L'ottava stagione della serie televisiva The United States Steel Hour è andata in onda negli Stati Uniti dal 7 settembre 1960 al 23 agosto 1961 sulla CBS.
| nº | Titolo originale                 | Prima TV USA      |
| -- | -------------------------------- | ----------------- |
| 1  | When in Rome                     | 7 settembre 1960  |
| 2  | The Man Who Knew Tomorrow        | 21 settembre 1960 |
| 3  | The Revolt of Judge Lloyd        | 5 ottobre 1960    |
| 4  | The Missing Key                  | 19 ottobre 1960   |
| 5  | A Time to Decide                 | 2 novembre 1960   |
| 6  | The Guest Cottage                | 16 novembre 1960  |
| 7  | The Yum Yum Girl                 | 30 novembre 1960  |
| 8  | Shame the Devil                  | 14 dicembre 1960  |
| 9  | Operation North Star             | 28 dicembre 1960  |
| 10 | The Mating Machine               | 11 gennaio 1961   |
| 11 | The Devil Makes Sunday           | 25 gennaio 1961   |
| 12 | The Big Splash                   | 8 febbraio 1961   |
| 13 | The Two Worlds of Charlie Gordon | 22 febbraio 1961  |
| 14 | Private Eye, Private Eye         | 8 marzo 1961      |
| 15 | The Intervener                   | 22 marzo 1961     |
| 16 | The Oddball                      | 5 aprile 1961     |
| 17 | The Shame of Paula Marsten       | 19 aprile 1961    |
| 18 | Summer Rhapsody                  | 3 maggio 1961     |
| 19 | The Leonardi Code                | 17 maggio 1961    |
| 20 | Famous                           | 31 maggio 1961    |
| 21 | Trial Without Jury               | 14 giugno 1961    |
| 22 | The Haven                        | 28 giugno 1961    |
| 23 | Watching Out for Dulle           | 12 luglio 1961    |
| 24 | Double-Edged Sword               | 26 luglio 1961    |
| 25 | The Golden Thirty                | 9 agosto 1961     |
| 26 | The Woman Across the Hall        | 23 agosto 1961    |

## When in Rome
- Prima televisiva: 7 settembre 1960

### Trama
- Interpreti: Arlene Francis, Polly Rowles

## The Man Who Knew Tomorrow
- Prima televisiva: 21 settembre 1960

### Trama
- Interpreti: Jeanne Crain, Cliff Robertson

## The Revolt of Judge Lloyd
- Prima televisiva: 5 ottobre 1960

### Trama
- Interpreti: Claire Trevor

## The Missing Key
- Prima televisiva: 19 ottobre 1960

### Trama
- Interpreti:

## A Time to Decide
- Prima televisiva: 2 novembre 1960

### Trama
- Interpreti: Nina Foch, Barry Nelson, Cathleen Nesbitt

## The Guest Cottage
- Prima televisiva: 16 novembre 1960

### Trama
- Interpreti:

## The Yum Yum Girl
- Prima televisiva: 30 novembre 1960

### Trama
- Interpreti: Robert Elston, Anne Francis (Henrietta Harmony), Marilyn Hanold, Leon Janney, William Larsen, Robert Sterling (Peter Finn)

## Shame the Devil
- Prima televisiva: 14 dicembre 1960

### Trama
- Interpreti: J. D. Cannon, Conrad Janis, Betsy Palmer, Vincent Price

## Operation North Star
- Prima televisiva: 28 dicembre 1960

### Trama
- Interpreti: J. D. Cannon, Mona Freeman, Telly Savalas, Barry Sullivan

## The Mating Machine
- Prima televisiva: 11 gennaio 1961

### Trama
- Interpreti: Geraldine Brooks, John Ericson, George Grizzard, Diana Lynn

## The Devil Makes Sunday
- Prima televisiva: 25 gennaio 1961

### Trama
- Interpreti: Dane Clark, Martyn Green, Brooke Hayward, Fritz Weaver, Chris Wiggins

## The Big Splash
- Prima televisiva: 8 febbraio 1961

### Trama
- Interpreti: Elizabeth Ashley, Jack Carson, Keir Dullea, Arlene Francis, Michael Tolan

## The Two Worlds of Charlie Gordon
- Prima televisiva: 22 febbraio 1961

### Trama
- Interpreti: Mona Freeman, Gerald S. O'Loughlin, Cliff Robertson (Charlie Gordon)

## Private Eye, Private Eye
- Prima televisiva: 8 marzo 1961

### Trama
- Interpreti: Edie Adams, Pat Carroll, Hans Conried, Peter Hanley, Ernie Kovacs

## The Intervener
- Prima televisiva: 22 marzo 1961

### Trama
- Interpreti: Barry Morse

## The Oddball
- Prima televisiva: 5 aprile 1961

### Trama
- Interpreti: Faye Emerson, Benedict Herrman (Chris)

## The Shame of Paula Marsten
- Prima televisiva: 19 aprile 1961
- Diretto da: Paul Bogart

### Trama
- Interpreti: Anne Baxter, Frances Fuller, Arthur Hughes, Jane McArthur, Jack Naughton, Gene Raymond, Peter Mark Richman

## Summer Rhapsody
- Prima televisiva: 3 maggio 1961

### Trama
- Interpreti: Glenda Farrell, Abigail Kellogg (Sarah Devin), Clint Kimbrough (Paul Miller), Tom Tully

## The Leonardi Code
- Prima televisiva: 17 maggio 1961

### Trama
- Interpreti: Sally Ann Howes, Barry Morse

## Famous
- Prima televisiva: 31 maggio 1961

### Trama
- Interpreti: Eddie Albert (Jordan Blake), Lola Albright, Louise Allbritton (Susan Lambert), Zina Bethune (Bibs Blake), Malcolm Brodrick (Jerry Blake), Dolores Gray (Carolina Clay), Irving Jacobson (Jake Rosebaum)

## Trial Without Jury
- Prima televisiva: 14 giugno 1961

### Trama
- Interpreti: Mary Fickett (Ellen Reed), Richard Kiley (Mark Davis), Patricia Wheel (Ruth Pollard)

## The Haven
- Prima televisiva: 28 giugno 1961

### Trama
- Interpreti: Shirley Booth, Gene Raymond

## Watching Out for Dulle
- Prima televisiva: 12 luglio 1961
- Diretto da: Paul Bogart

### Trama
- Interpreti: Larry Blyden (Sam Spaulding), Lloyd Bochner (Lord Harton), Patricia Cutts (Millie Pinks), Walter Greaza (Bingo), Shari Lewis (Dulie Hudson), Konrad Matthaei (Man), Gerry Matthews (Brink Monahan), Polly Rowles (Mabelle Rainey), Michael Sivy (Maury Gordon)

## Double-Edged Sword
- Prima televisiva: 26 luglio 1961

### Trama
- Interpreti: Sarah Marshall

## The Golden Thirty
- Prima televisiva: 9 agosto 1961

### Trama
- Interpreti: Keir Dullea, Nancy Kovack, Henny Youngman

## The Woman Across the Hall
- Prima televisiva: 23 agosto 1961

### Trama
- Interpreti: André Baruch, Alan Bunce (George Huntington), Louis Edmonds (Hank Lawrence), Glenda Farrell (Edna Huntington), Philip Faversham, Ruth Ford (Stella Lawrence), James Neumarker (Pete Gregory)